# 平坝南站
平坝南站位于中华人民共和国贵州省安顺市平坝区，是沪昆客运专线上的高铁站，于2016年12月28日启用，由成都铁路局贵阳车务段管辖。

## 車站周邊
- 白云镇金梯村村民委员会
- 黎阳职工医院
- 平坝区白云镇大寨小学
- 黎阳中学

## 歷史
- 2016年12月28日正式启用。

## 外部連結
- 中国铁路客户服务中心 （页面存档备份，存于）